# Conrad Weygand
Conrad Oskar Emil Weygand (* 8. November 1890 in Leipzig; † 18. April 1945 ebenda) war ein deutscher Chemiker und Hochschullehrer.

## Leben

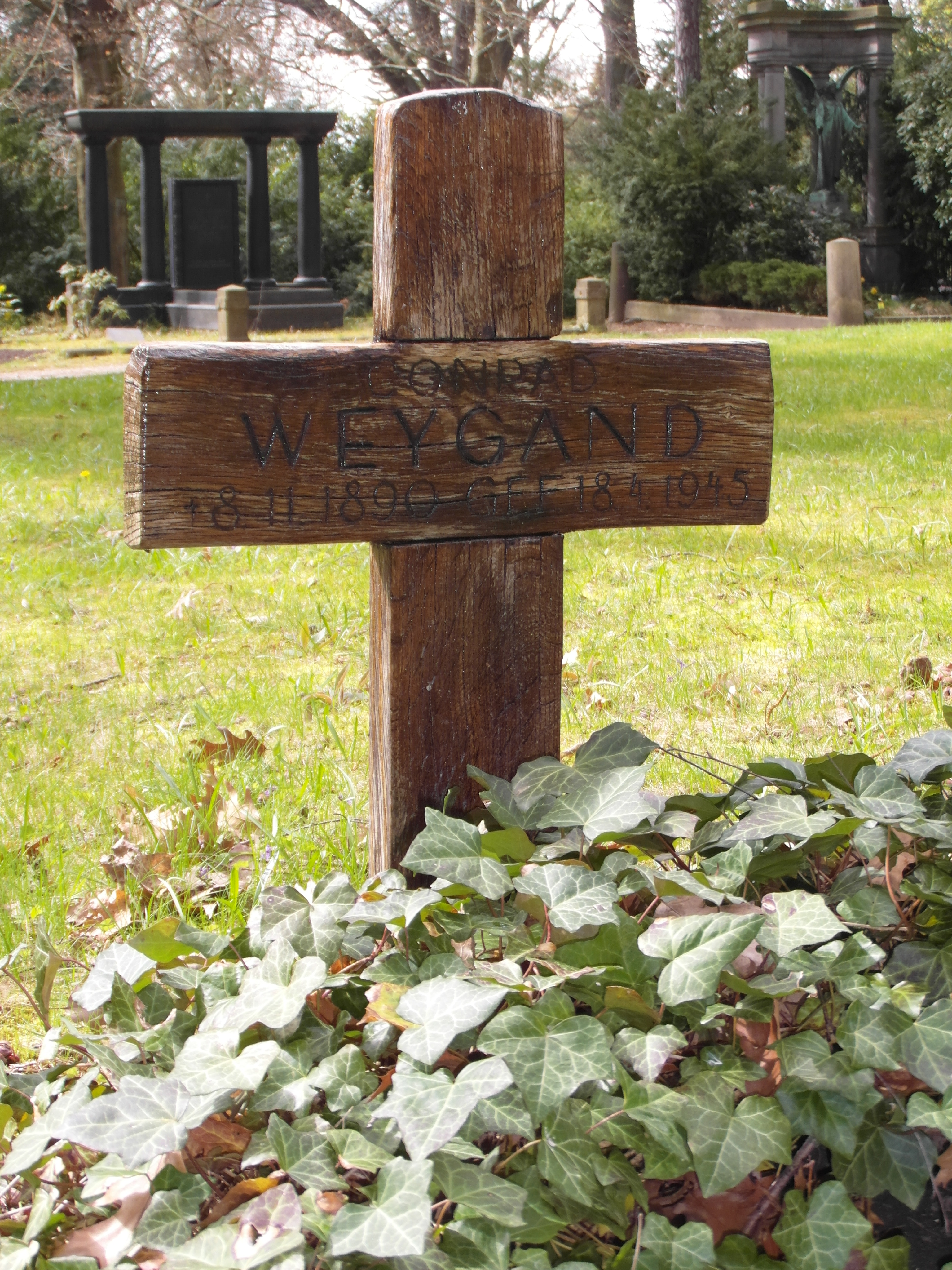
Grabstätte von Conrad Weygand

Der Sohn des Leipziger Kaufmanns Theodor Weygand besuchte von Ostern 1901 bis Ostern 1910 das König-Albert-Gymnasium seiner Vaterstadt und studierte von 1910 bis 1914 Chemie an der Universität Leipzig. Anschließend nahm er am Ersten Weltkrieg teil und geriet im September 1918 in französische Kriegsgefangenschaft. Nach seiner Entlassung im Februar 1920 kehrte er an die Universität Leipzig zurück. 1921 promovierte er zum Dr. phil. im Fach Chemie. Anschließend war Weygand bis 1930 Assistent von Arthur Hantzsch. Seine Habilitation und die Ernennung zum Privatdozenten für Chemie an der Mathematisch-Naturwissenschaftlichen Abteilung der Philosophischen Fakultät der Universität Leipzig erfolgten 1925. 1930 wurde er zum nichtplanmäßigen und ab 1935 zum planmäßigen außerordentlichen Professor für Chemie berufen.
1938 entwickelte er eine Methode zur Klassifizierung von chemischen Reaktionen. Im Jahr 1940 wurde er zum Mitglied der Leopoldina gewählt. Sein Buch Organisch-chemische Experimentierkunst galt als Standardwerk, das mehrere Auflagen und Neubearbeitungen erfuhr. Es wurde nach 1945 auch ins Englische und Russische übersetzt.
Weygand war Mitglied der NSDAP und der Deutschen Chemischen Gesellschaft. Er vertrat ähnliche Gedanken wie Philipp Lenard, der führende Vertreter der Deutschen Physik, und verbarg seine antisemitische Einstellung nicht. Weygands Deutsche Chemie als Lehre vom Stoff (1942) gilt als „programmatische Schrift“ der Deutschen Chemie. Nach 1945 wurde in einer universitären Stellungnahme bescheinigt, dass Weygand kein Aktivist, sondern Mitläufer des Nationalsozialismus gewesen sei.
Als Kommandant einer Volkssturmeinheit fiel Conrad Weygand bei den letzten Kämpfen um Leipzig. Er wurde auf dem Südfriedhof in Leipzig beerdigt.

## Werke (Auswahl)

### Hochschulschriften
- Über isomere Salze aus acetessigesterähnlichen Verbindungen (Teil I); Über die Reaktion des Propiophenons mit aromatischen Aminen (Teil II), Phil. Dissertation, in: Jahrbuch der Philosophischen Fakultät Leipzig (Auszüge), Leipzig 1921. 2. S. 216–218; Teil II in: Berichte der Deutschen Chemischen Gesellschaft, Jg. 47, 1943
- Beiträge zum Konstitutionsproblem der Keto-enole aus 1,3-Diketonen (Teil I); Über die Reaktion des Hydroxylamins mit Enoläthern und Acetylenketonen und über eine neue konstitutiv eindeutige Isoxazolsynthese (Teil II), Habilitationsschrift, Berlin 1927

### Monographien
- Quantitative analytische Mikromethoden der organischen Chemie in vergleichender Darstellung, Akademische Verlagsgesellschaft, Leipzig 1931
- Organisch-chemische Experimentierkunst, Johann Ambrosius Barth, Leipzig 1938
- Chemische Morphologie der Flüssigkeiten und Kristalle, Akademische Verlagsgesellschaft, Leipzig 1941
- Deutsche Chemie als Lehre vom Stoff, Max Niemeyer, Halle/Saale 1942

### Übersetzungen
- Organic Preparations, Interscience Publishers, New York 1946 [Englische Übersetzung des 2. Teils der Organisch-chemischen Experimentierkunst]
- Metody ėksperimenta v organičeskoj chimii, 3 Bde., Izd. inostrannoj literatury, Moskau 1951–52 [Russische Übersetzung Organisch-chemische Experimentierkunst]

### Aufsätze
- Über formbeständige, isolierte, kristallin–flüssige Bildungen. 4. Beitrag zur chemischen Morphologie der Flüssigkeiten, in: Zeitschrift für physikalische Chemie, Chemie der Elementarprozesse, Aufbau der Materie, Bd. 53, Akademische Verlagsgesellschaft, Leipzig 1942
- Über die Gesetzmäßigkeit in homologen Reihen und ihre praktische Bedeutung, in: Nova Acta Leopoldina, Bd. 13, Ausg. 91–98, Johann Ambrosius Barth, Leipzig 1944

### Mitarbeit
- Handbuch der Pflanzenanalyse, 4 Bde., hrsg. von Gustav Klein, Bd. 1: Allgemeine Methoden der Pflanzenanalyse, Springer, Wien 1931